# Calpulli
Un calpulli o calpolli (del náhuatl: kalpolli ‘barrio’) (plural: kalpoltin o kalpolmeh) era una unidad social compleja, en general de los grupos nahuas. Estaba compuesto por varios linajes que se consideraban emparentados entre sí por el hecho de poseer un antepasado común, el cual generalmente era un dios tribal. Sus integrantes se encargaban de funciones muy diversas. En ocasiones, varios calpullis se hallaban unidos en barrios y solían estar especializados en alguna actividad artesanal o profesional.
En la ciudad de Tenochtitlan, la división se hacía en cuatro sectores o barrios: Atzacualco, Teopan, Moyotla y Cuepopan, en cada uno de los cuales se contaba hasta cinco calpullis, es decir, un total de veinte para toda la ciudad. Finalmente, esos estaban divididos en calles o tlaxilacalli (del náhuatl: tlaxillakalli ‘barrio establecido’).
En la sociedad mexica, un calpulli era la designación de una unidad de organización debajo del nivel del altépetl "ciudad-estado". Un estado nahua fue dividido en un número de calpullis que cada uno constituyó una unidad donde estaban colectivamente responsables los habitantes del calpulli de diversas tareas de organización y religiosas en lo referente al más grande.
Calpullis controlaron la tierra que estaba disponible para los miembros del calpulli para cultivar y también funcionó las escuelas de Telpochcalli para los hombres jóvenes de una pendiente más común. La naturaleza entre los miembros del calpulli es una cuestión de discusión. Se ha discutido tradicionalmente que el calpulli era en primer lugar una unidad de la familia donde estaban relacionados los habitantes con sangre e intermatrimonio.
Otros eruditos tal como Van Zantwijk (1985) niegan que este era necesariamente el caso y él demuestran que por lo menos en cierto que la naturaleza basada familia del calpulli fue sustituida por una estructura jerárquica que basó en abundancia y el prestigio donde se permitió a los recién llegados, colocarse y hacerse parte del calpulli. Michael Smith (2003) demuestra que, en algunas ciudades de Nahua, notablemente Otumba, cada calpulli se especializó en un comercio y casi tomó la forma de un gremio comercial.

## Calpullis de Tenochtitlan
Los distritos de Tenochtitlan, capital Azteca, también eran conocidos como "calpulli", el número exacto de calpullis dentro de la ciudad era un número aproximado de 20 calpullis, 8 de los cuales representaron los grupos de fundación originales de Tenochtitlan y los 12 restantes que eran compuestos por los grupos que venían a la ciudad en puntos más últimos en su desarrollo. Debajo está una lista de los veinte calpullis de Tenochtitlan basados en los datos de Van Zantwijk (1985)
Calpullis actuales o grupos de familias
- Chililico
- Coatlan
- Apanteuctlan
- Acatliacapan
- Tzonmolco
- Tezcacoac
- Tlamatzinco
- Molonco Ititaliyan
- Tecpantzinco
- Xochicalco
- Coatlxoxouhcan
- Cuauhquiahuac
- Atempan
- Nonoteca